# جزیره پوگلیا
جزیره پُوِگلیا (به انگلیسی: Poveglia Island) یکی از ۱۶۶ جزیرهٔ کوچک تالاب ونتزیا است که در سواحل شرقی شمال ایتالیا قرار دارد. گذشتهٔ مخوف این جزیره، آن را ترسناک تر از سایر نقاط ایتالیا کرده‌است.

## تاریخچه

### شیوع طاعون در ایتالیا
بعد شیوع طاعون در ایتالیا، ابتدا از این جزیره برای بازرسی و معاینه مسافران و کشتی‌هایی استفاده می‌شد که قصد ورود به ونیز را داشتند و از سال ۱۷۹۳ میلادی تا سال ۱۸۱۴ میلادی، از پوگلیا برای قرنطینه کردن مبتلایان به طاعون و سایر بیماری‌ها استفاده شد و ده‌ها هزار نفر از بیماران با رنج و درد زیاد و بدون هیچ‌گونه رسیدگی و درمان، در این جزیره جان باختند.
طبق اظهارات، نیمی از خاک این جزیره خاکستر اجساد افرادیست که در آن‌جا مرده‌اند.

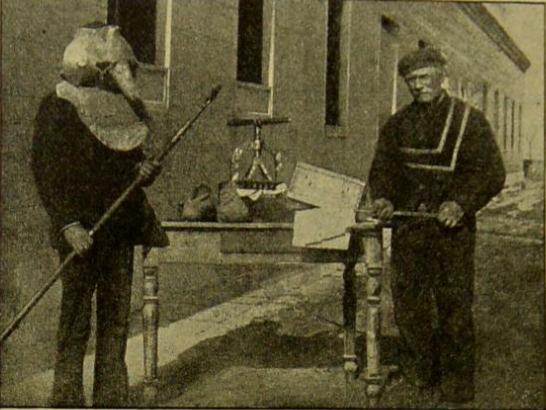
محل بازرسی افراد در زمان شیوع طاعون، پوگلیا

### تأسیس بیمارستان روانی
در سال ۱۹۲۲ میلادی، یک مرکز روانی در پوگلیا تأسیس شد و بعدها داستان‌هایی دربارهٔ شکنجه و انجام آزمایش‌های دردناک بر روی بیماران روانی در این بیمارستان بر سر زبان‌ها افتاد.
این مرکز در سال ۱۹۶۸ تعطیل شد و از آن به بعد جزیره برای همیشه متروکه باقی ماند.

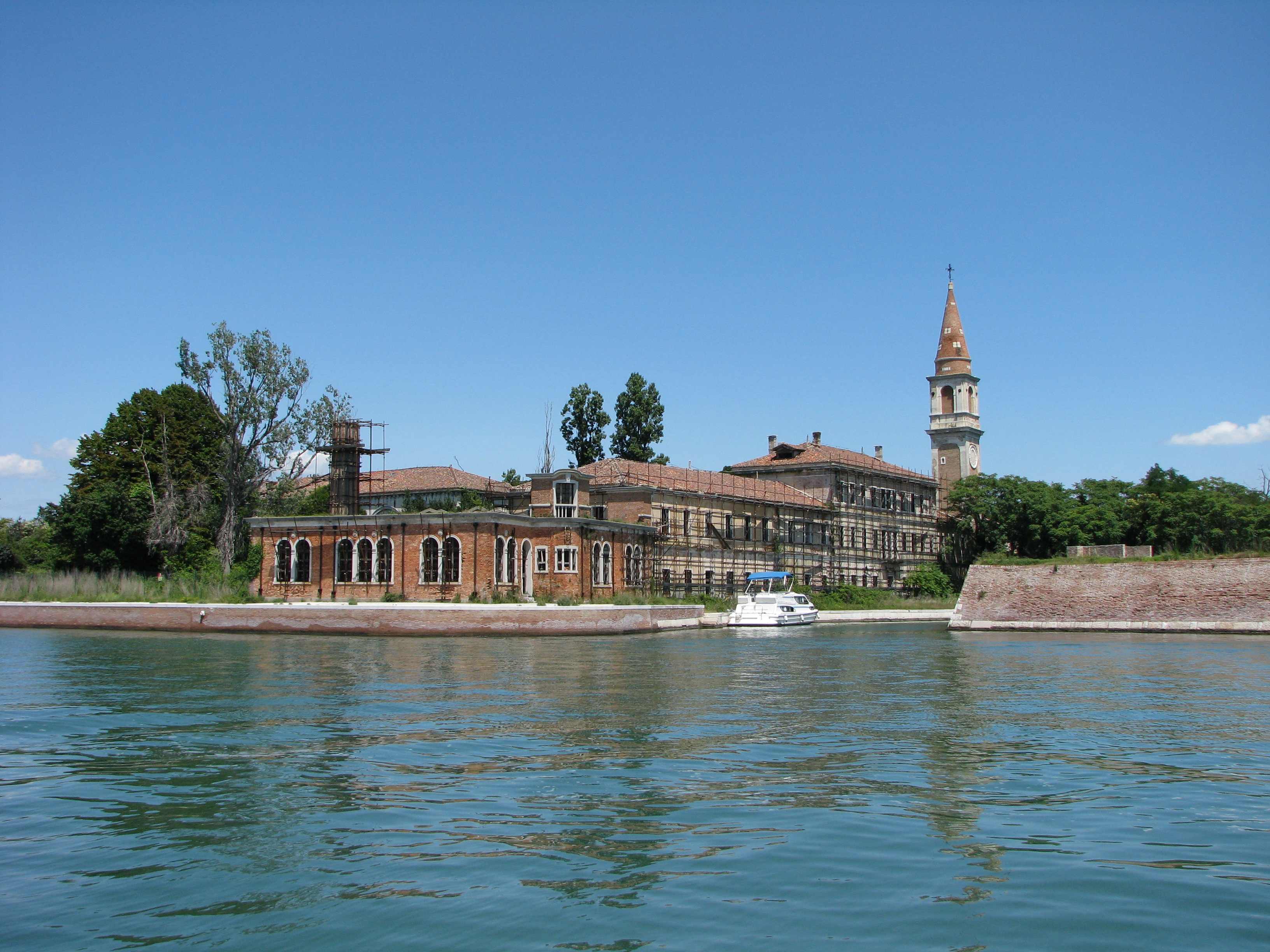
ساختمان‌های متروکهٔ پوگلیا